# 佩尔·埃洛夫松
佩尔·埃洛夫松（瑞典語：Per Elofsson，1977年4月2日—），瑞典男子越野滑雪运动员。他曾代表瑞典参加1998年和2002年冬季奥林匹克运动会越野滑雪比赛，其中2002年奥运会获得一枚铜牌。